# Hyalopterus persikonus
Hyalopterus persikonus är en insektsart som beskrevs av Miller, G.L., Lozier och Foottit 2008. Hyalopterus persikonus ingår i släktet Hyalopterus och familjen långrörsbladlöss. Inga underarter finns listade i Catalogue of Life.